# Martin Dvořák a Zuzana Šilhánová

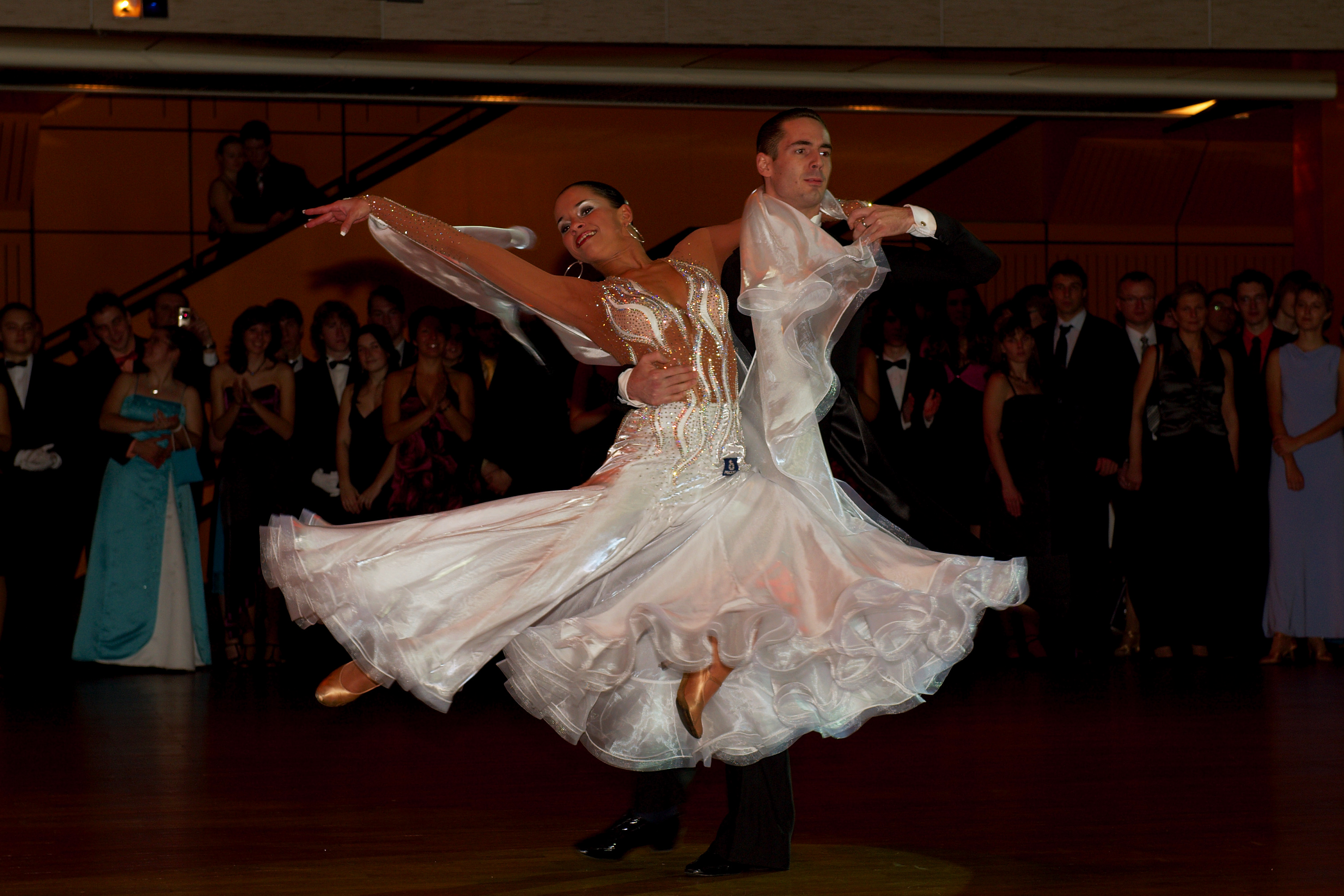
Martin Dvořák a Zuzana Šilhánová

Martin Dvořák a Zuzana Šilhánová tvoří český soutěžní taneční pár, jedná se o mnohonásobné mistry České republiky v tanečním sportu.
Tento pár spolu tančí již od října roku 1999 a pokračují až dodnes ve společné kariéře. Mezi jejich obor patří standardní tance, latinskoamerické tance a soutěží také v kategorii tzv. Kombinace (10 tanců dohromady).

## Biografie
V roce 1999 spolu začali tančit v kategorii Junioři 2, kde se ihned stali neohroženými mistry České republiky pro následující sezónu 1999. Získali kromě titulů i ocenění Vycházející hvězdy roku 2000, které se v tomto roce vyhlašovalo vůbec poprvé. Následovala kategorie mládež, kterou chápali jako přestupní můstek do dospělých. Proto se již od začátku snažili vniknout do povědomí dospělých párů a snažit se od začátku vybojovávat pozice nejvyšší. Již 2.rokem mládeže se zúčastnili mistrovství ČR jak ve standardních tancích tak v latinskoamerických tancích a obsadili semifinálová umístění. Jejich hlavními trenéry v té době byli manželé Dvořákovi a zahraniční trenéři Lasse Odegaard. V průběhu 2. roku mládeže se změnil jejich přístup k tanci a začali trénovat s italskými trenéry Bonsignori a Baldasseroni a v latině navázali kontakt na Ralfa a Olgu Müller (s oběma trenéry spolupracují dodnes). Vrcholem této sezóny bylo finále na Mistrovství světa v 10 tancích, kde obsadili mnohokrát finále a nejlepší výsledek bylo 4. místo na MS v čínském Šanghaji 2011. Od té doby jejich kariéra rostla jen výš a výš a jejich pozice na dospělém žebříčku se stala více než silnou, stabilní a nepřehlédnutelnou. Od roku 2005 drží nepřetržitě titul mistra ČR ve standardních tancích v kategorii dospělých až do roku 2014 (10x mistr ČR) a od roku 2004 drží titul Mistra České republiky v deseti tancích až do roku 2012.(9x mistr ČR)
V prosinci 2012 se umístili na osmém místě na Mistrovství světa ve standardních tancích v australském Melbourne. Po Mistrovství ČR ve standardních tancích v r. 2014 ohlásili přestup od amatérů k profesionálům. V profesionálech získali titul mistra ČR v roce 2015 a stali se vicemistry světa v 10tancích v roce 2015.
Za svoji dlouholetou kariéru získali několikrát ocenění za nejúspěšnější reprezentaci ČR v ČSTS - Hvězdy roku.
Vyučují pro veřejnost v pražském klubu MZ Dance Team a jsou i hlavními protagonisty tanečního klubu MZ Dance Team.